# Espanès
Espanès (em occitano:  Espanés) é uma comuna francesa na região administrativa da Occitânia, no departamento do Alto Garona. Estende-se por uma área de 3.53 km², com 313 habitantes, segundo o censo de 2018, com uma densidade de 89 hab/km².